# 菲耶索萊戰役 (406年)
菲耶索萊戰役發生於406年，屬拉達蓋蘇斯戰爭，交戰雙方是哥德人和西羅馬帝國。斯提里科將軍先後在波倫佐及維羅納兩度擊敗西哥德人後，他遭遇了由拉達蓋蘇斯率領的汪達爾人和哥德人聯軍的新一輪入侵，後者當時正對佛羅倫薩發起進攻。斯提里科最終在匈族國王烏爾丁及哥德頭目沙魯斯的援助下，於菲耶索萊擊敗入侵者。戰後拉達蓋蘇斯遭處決，其麾下倖存部隊則投靠亞拉里克一世。

## 背景
405年底或406年初時，拉達蓋蘇斯國王率領龐大的日耳曼部隊橫越阿爾卑斯山，並入侵義大利境內。 佔領未設防的雷蒂亞及北義並嚴重摧殘肥沃的鄉村後，他們因圍攻佛羅倫斯而受阻，當地距離位於羅馬北方僅180英里（290）處。西羅馬帝國總司令斯提里科匆忙召集部隊保衛義大利，招募了奄蔡部落、沙魯斯率領的哥德人和烏爾丁率領的匈人等盟友，集結總數約為兩萬名羅馬人和聯盟之部隊。相較之下，拉達蓋蘇斯的軍隊中同樣有哥德人和奄蔡人的雜兵，數量多達20,000名野蠻戰士，如果再加上妻子、奴隸和兒童，其總數來到50,000到100,000人之間。

## 戰役過程
當斯提里科正在集結部隊之時，規模很小的佛羅倫斯守軍一直在抵禦城外的龐大敵軍。斯提里科率援軍抵達後，立即設法將急需的物資和增援部隊偷運進被圍困的城市。但斯提里科並沒有試圖在公開戰鬥中擊敗拉達蓋蘇斯的軍隊，而是採取了更漫長但最終成功的行動方針。利用簡陋的塹壕包圍了蠻族後，斯提里科找來數千名當地人，以利在拉達蓋蘇斯營地周圍建造更系統化的塹壕。儘管蠻族在戰役期間曾多次試圖突圍，但由於拉達蓋蘇斯的部隊間缺乏適當的協調，因此他們每個部隊幾乎都單獨發起攻擊且人數很少，使得羅馬人能夠擊退他們每次的突圍嘗試。城牆防禦工事完成後，拉達蓋蘇斯承認自己處境絕望，被困在敵方領土中央也沒有任何補給，而大量非戰鬥人員急需糧食。8月23日拉達蓋蘇斯離開了自己的營地，來到斯提里科的帳篷投降。儘管斯提里科曾承諾給予他公平的條件，甚至是平等的聯盟，但隨後仍立即將他斬首，從而獲得了巨大的勝利，並再次被譽為「義大利的救世主」。